# Club Leones de Obras Públicas
El Club Leones O.P. fue un antiguo equipo de fútbol mexicano que jugó en la Liga Amateur de México, antes de la profesionalización y creación de la Primera división mexicana. Tuvo como sede de sus partidos la Ciudad de México.

## Historia

### Temporada 1931-32
Para la campaña 1931-32, hubo que completar la cifra de 8 equipos en la liga amateur del Distrito Federal, primeramente por la desaparición del equipo de los vascos el "Club de Fútbol Aurrerá", y en segundo lugar, por el retiro del Real Club España. Así que como rápida salida, la liga invitó a dos equipos nuevos: el Sporting y el Leonés, equipos ambos que jugaban en las ligas llaneras de primera fuerza.
Naturalmente estos dos nuevos equipos fueron de vida efímera habiendo quedado en los últimos lugares del torneo. "Leones" alineó varios veteranos de otros equipos como Nieves Hernández, la "Venada" Miguel Alatorre y Lage, combinando con algunos novatos que harían carrera en el fútbol mayor después, como por ejemplo el "Chueco" Arteaga.
En esa temporada la tabla de posiciones quedaría de la siguiente manera:
1. Atlante........................14 11 01 02 53-23 23

2. Necaxa.......................14 11 01 02 61-26 23

3. Asturias......................14 09 02 03 40-34 20

4. América......................14 05 02 07 39-42 12

5. Germania FV...............14 04 04 06 36-45 12

6. Sporting......................14 04 02 08 29-34 10

7. Marte..........................14 02 03 09 30-57 07

8. Leones........................14 02 01 11 25-52 05

Dejando a Leonés como la peor oncena del torneo con sólo 2 ganados, 1 empatado y 11 perdidos.

### Temporada 1932-33
Para la temporada 1932-33 el Leonés fue colocado en el Grupo B de la competencia. En la última jornada el Leonés llegaba como líder del grupo, mientras que el Germania se ubicaba en la segunda posición, si el Germania derrotaba al Leonés hubiera empatado la serie del grupo. Los del Germania empezaron anotando tres goles, pero Leonés logró empatar ya para terminar el primer tiempo. Para el segundo tiempo, el Leonés logra ponerse en ventaja cuatro goles a tres pero cuando agonizaba el encuentro el Germania FV empató quedando cuatro a cuatro, quedando Leonés como campeón del grupo B.
El campeón del Grupo B, del torneo 1932-33, Leonés, ante el peor del Grupo A, el Club Asturias, disputaron la primera especie de Liguilla por el no descenso.
Los juegos que se celebraron el 6 y 13 de agosto, y se resolvieron a favor del Asturias por 6-2 y 9-3. En el segundo partido el centro delantero astur Pepe Pacheco anotó 6 goles, récord que permanecería en el vigente hasta que Isidro Lángara impusiera la marca que persiste, logrando 7 goles en 1946.
Debido a esa derrota, el Leones anunció que prefería regresar a las ligas menores, y la Liga Mayor actuando con plena justicia, decidió que para completar 6 equipos para el torneo siguiente, se aceptaría al Club México, por tener derechos de antigüedad.
Así desaparecieron del panorama de la primera fuerza los equipos que integraron el Grupo B, Leones, Sporting, Marte y el Germania.
Group B
1. Leones.........................8 4 4 0 22-14 12

2. Germania FV................8 3 4 1 24-19 10

3. Marte...........................8 3 3 2 19-14 09

4. México FC....................8 2 2 4 22-27 06

5. Sporting........................8 1 1 6 14-27 03

### Campeones de goleo
- Honorio Arteaga - 8 goles temporada 1932-33

## Palmarés
- Liga Amateur del Distrito Federal Grupo B (1): 1932-33

- Datos: Q1103020